# Tal der Wölfe – Irak
Tal der Wölfe – Irak (Originaltitel: Kurtlar Vadisi Irak) ist ein kontrovers diskutierter Spielfilm (Actiongenre) des türkischen Regisseurs Serdar Akar aus dem Jahr 2006. Die Handlung knüpft an die erfolgreiche Fernsehserie Tal der Wölfe an. Dort kämpft der Filmheld, Polat Alemdar, als Geheimagent des fiktiven türkischen Geheimdiensts KGT gegen die Mafia. Im Kinofilm reist er in den Irak, um die als Demütigung der Türkei erlebte Sackaffäre an den US-Truppen zu rächen. Dem Film folgten drei Fortsetzungen, zuletzt Tal der Wölfe – Vaterland im Jahr 2017.
Mit Produktionskosten von etwa acht Millionen Euro war der Film bis dahin die teuerste türkische Filmproduktion. Mit bisher über drei Millionen Zuschauern (Stand Februar 2006) ist er auch einer der erfolgreichsten.

## Handlung
Der Film beginnt mit dem Selbstmord eines jener türkischen Offiziere nach der Sackaffäre. Im Abschiedsbrief fordert er zur Rache für diese Schmach auf, nachdem eine telefonische Bitte des Befehlshabers der Offiziere, gegen ihre amerikanischen Beleidiger an Ort und Stelle den Heldentod im Feuergefecht suchen zu dürfen, von einem oberen Befehlshaber abgelehnt wurde. Weil die Amerikaner die türkischen Soldaten für Terroristen deklariert haben, bekamen die Soldaten alle einen Sack über den Kopf gezogen, um sie in der Öffentlichkeit bloßzustellen.
In der nächsten Einstellung ist bereits das Spezialteam um den Protagonisten des Films Polat Alemdar unterwegs nach Arbil. Gleich zum Auftakt werden drei kurdische Soldaten an einer Straßensperre getötet. Danach installiert das Team im H(ar)ilton-Hotel Sprengstoff und erzwingt so das Erscheinen des im Film für die Sackaffäre und weitere Grausamkeiten verantwortlichen US-Geheimdienstagenten Sam William Marshall. Durch seine Skrupellosigkeit kann dieser seinem Schicksal jedoch noch einmal entgehen, da Polat Alemdar, angesichts ins Hotel verschleppter Kinder, von einer Sprengung absieht.
Später präpariert die Gruppe einen Flügel Saddam Husseins, der Sam William Marshall geschenkt werden soll, mit Sprengstoff. Dieser entkommt jedoch wiederum durch Zufall seinem Tod. Nach zahlreichen Prüfungen gelingt es Polat Alemdar schließlich, Sam William Marshall mit einem Dolchstoß ins Herz zu töten.
In einer der Nebenhandlungen erstürmen US-Soldaten unter fadenscheinigen Vorwänden eine Hochzeit, ermorden den Bräutigam, einige Gäste und den kleinen Ali und verschleppen und misshandeln den Rest der Hochzeitsgesellschaft als vermeintliche Terroristen. Die Braut Leyla sinnt seitdem auf Rache und wird zur Lebensretterin Polat Alemdars und seiner Gefährten. Sie scheitert jedoch daran, die Rache selbst zu vollziehen, an ihrer statt stößt dann Polat den einst Leyla zur Hochzeit geschenkten Dolch in Sams Herz.
Das Schicksal der Hochzeitsgesellschaft steht exemplarisch für die Schrecken der US-Besatzung. Die überlebenden Hochzeitsgäste werden nach ihrer Festnahme in einem verschlossenen Container transportiert. Auf die Gefahr des Erstickens aufmerksam gemacht, schießt der Agent Dante wahllos Löcher in die Containerwand und die gefangenen Menschen. Der Transport erreicht das Gefängnis Abu-Ghuraib. Nur wenige der Transportierten stehen noch aufrecht, zahlreiche sind bereits tot. Eine folgende Szene stellt die Misshandlungen durch Lynndie England und ihre Kollegen nach. Gefangene werden entkleidet und nackt aufgestapelt oder mit eiskalten Wasserstrahlen gefoltert.
Im Gefängnis entnimmt ein jüdischer Arzt Gefangenen Nieren und andere Organe, um sie nach Tel-Aviv, London und New York zu versenden. Bereits im H(ar)ilton-Luxushotel hatte ein durch Schläfenlocken und schwarzen Kaftan erkennbarer Jude nach dem Auftritt der Helden die Szene verlassen. Sam William Marshall hat ein christliches Abendmahlsbild an der Wand hängen und schwört unter Anbetung seines Kruzifixes, Babylon von den Ungläubigen, den Muslimen, zu befreien.
Die muslimische Gegenfigur zu den US-Besetzern ist der Qadiri-Scheich Abdurrahman Halis Kerküki. Die von ihm aufgezogene Leyla hält er nach dem Verlust ihres Ehemannes davon ab, zur Selbstmordattentäterin zu werden, da dies eine zweifache Sünde wider den Islam sei. Später verhindert er die Enthauptung eines entführten Journalisten durch jugendliche al-Qaida-Anhänger. Der von ihm verkörperte, moralisch überlegene Islam wird als die einigende Kraft für die von den US-Truppen gegeneinander aufgestachelten ethnischen Gruppen und als der eigentliche Gegenspieler der Besatzer dargestellt.

## Historischer Hintergrund
Hauptartikel: Sackaffäre
Dem Film liegt eine historische Begebenheit zugrunde, die so genannte Sackaffäre. Am 4. Juli 2003, einige Wochen nach dem offiziellen Ende des Irakkrieges, wurden in der nordirakischen Stadt Sulaimaniyya elf türkische Offiziere und Geheimdienstoffiziere sowie 13 Zivilisten gefangen genommen. Es hätte Hinweise gegeben, dass sie einen Anschlag auf den irakisch-kurdischen Gouverneur der Provinz Kirkuk vorbereiteten. Mit Säcken über ihre Köpfe gestülpt wurden diese Offiziere von US-Soldaten abgeführt und 60 Stunden festgehalten. Die Affäre löste in der Türkei öffentliche Entrüstung aus. Weder die USA noch die Türkei entschuldigten sich öffentlich bei der jeweils anderen Seite, beide drückten jedoch ihr Bedauern über den Vorfall aus.

## Kritik
Kurtlar Vadisi – Irak vermengt Ereignisse der US-Besatzung im Irak mit Ereignissen aus Afghanistan und verschiedenen, auch antisemitischen Klischees zum universellen Schrecken der US-Besatzung. Erstmals in der Filmgeschichte greift ein Spielfilm die Folterszenen im Gefängnis Abu-Ghuraib auf. Auch ansonsten bedient sich der Film tatsächlicher Geschehnisse, so des Massakers an einer Hochzeitsgesellschaft im Dorf Maqarr adh-Dhib, der Aufstachelung der Ethnien gegeneinander und der im Film zum Mythos stilisierten Festnahme türkischer Soldaten und Geheimdienstagenten.
Selbst die Darstellung des Gefangenentransports, bei dem auf einen Container, in dem Gefangene zu ersticken drohen, geschossen wird, „um Löcher für die Luft zu schaffen“, orientiert sich an Berichten über Massaker an kriegsgefangenen Taliban im November 2001. Im Dokumentarfilm Das Massaker von Mazar von Jamie Doran bestätigen afghanische Soldaten den Transport von Gefangenen in Containern und deren Beschuss, „um für Ventilation zu sorgen“. Auch bei Verstümmelungen und Hinrichtung von Gefangenen seien US-Soldaten zugegen gewesen.
Im Gefängnis in Abu-Ghuraib wird ein jüdischer Arzt gezeigt, der lebenden und sterbenden Gefangenen Organe entnimmt und nach Tel Aviv, London und New York sendet.
Als klischeehaft kann man auch die Darstellung der im Auftrag der US-Regierung arbeitenden Söldner sehen, die an die umstrittenen Kämpfer von Firmen wie Academi (damals Blackwater) erinnern, welche im Film aus muskelbepackten Rambo-ähnlichen Figuren bestehen. Sie bilden im Film die Leibwache des Bösewichts, der selbst auch Zivilist ist, und sein Vertrauensverhältnis zu ihnen wird vertrauter dargestellt als zu den Soldaten. Auf die Szene, in der Löcher in den Container mit den Gefangenen geschossen werden, folgt ein Disput zwischen einem regulären Soldaten und dem Söldner der hier der Täter ist. Der Soldat rügt den Söldner für seine Tat, worauf dieser den Soldaten erschießt. Weitere Klischees sind die immer unrasierten und von den Filmhelden nie ernstgenommenen kurdischen Kollaborateure.
Genreüblich wird die Welt in Gut und Böse aufgeteilt, wobei die Besetzung der Bösen mit US-Truppen hollywoodgeprägte Sehgewohnheiten durchbricht und statt gewohnter orientalistisch-rassistischer und antikommunistischer eher antiamerikanische, antichristliche und antisemitische Klischees bedient.
Der Film legitimiert durchgängig die in der Türkei als derin devlet (Tiefer Staat) bezeichneten Verstrickungen von Geheimdiensten, Militär, Mafia, nationalistischen und religiösen Organisationen. Exemplarisch steht dafür der nationalistische Agent Polat Alemdar, der in der Serie die Mafia unterwandert hat, im Irak nun die Schmach der Armee rächt. Dem durch Qadiri-Scheich Kerküki verkörperten Islam begegnet er stets voller Respekt und verhilft dessen Kampf auf der weltlichen Ebene zum Sieg.
Für diese Arbeitsteilung gibt es eine Entsprechung in der Wirklichkeit. Der Onkel der drei am Film beteiligten Brüder Necati (Hauptdarsteller), Raci (Drehbuchautor) und Zübeyr Şaşmaz war Abgeordneter der als rechtsextrem geltenden, türkisch-nationalistischen Partei MHP, Vater und Großvater hingegen Scheich der Qadiriyya. Im näheren Umfeld gibt es weitere Verbindungen zu MHP, BBP und Qadiriyya.

### Reaktionen in der Türkei
In der Türkei ist der Film äußerst erfolgreich. Er wurde wiederholt von Politikern der AKP-Regierung gelobt. Der Film wird auch aufgerechnet gegen den turkophoben US-Film aus dem Jahre 1978 Midnight Express von Alan Parker, der die Qualen eines jungen US-Bürgers schildert, der wegen eines Drogendeliktes in ein türkisches Gefängnis gerät.
Der Istanbuler Oberbürgermeister Kadir Topbaş schaltete sich in die Kontroverse ein und meinte begeistert: „Der Film wird sehr erfolgreich“ und „Die Ehre eines Soldaten darf man niemals angreifen.“ Industrieminister Ali Coşkun sagte voraus, der Film werde in die türkische Kinogeschichte eingehen; er fügte hinzu: „Möge Allah die Türken schützen.“ Parlamentspräsident Bülent Arinc fragte den Regisseur, ob das Drehbuch denn der Wirklichkeit entspreche. „Eins zu eins“, antwortete der. Arinc lobte ihn als ausgezeichneten Film, „der Geschichte machen“ werde. Die Ehefrau des Premierministers Recep Tayyip Erdoğan, Emine, nahm bei der Vorstellung neben dem Hauptdarsteller Platz und gratulierte ihm begeistert: Es sei „wirklich sehr schön“ gewesen.
Die Zeitung Vatan (Vaterland) schrieb: „Wer diesen Film sieht, der liebt sein Vaterland noch mehr als vorher.“ Andererseits wendeten sich Gegner nationalistisch-islamistischer Einigungsbestrebungen scharf gegen den Film, so Haluk Şahin in Radikal. Auch von anderen auflagenstarken Zeitungen bekam der Film schlechte Kritiken. Die Zeitung Milliyet wirft dem Film vor, den Zuschauer „mit didaktischen und schwülstigen Dialogen und haltlosen Szenarien bestimmte Meinungen“ aufzuzwingen. Vor allem der Antiamerikanismus wird in der Türkei kritisiert, der in Deutschland viel diskutierte Antisemitismus spielt dagegen kaum eine Rolle.

### Reaktionen in Deutschland
Nachdem die Debatte in den Feuilletons begonnen hatte, zitierte am 19. Februar 2006 die Bild am Sonntag den CSU-Vorsitzenden Edmund Stoiber:

„Ich fordere die Kinobetreiber auf, diesen rassistischen und antiwestlichen Hass-Film sofort abzusetzen.“

Auf die Frage, ob er den Film denn schon gesehen habe, antwortete er mit einem „Nein!“
Darauf antwortete der Verleiher des Films Şahin, dass die von Stoiber geforderte Absetzung den Rechtsradikalen in die Hände spiele:

„Wenn ein Karikaturist zwei Milliarden Muslime beleidigt, dann ist das für den Westen Meinungsfreiheit. Wenn aber ein Actionfilm einen Amerikaner aufs Korn nimmt, wird von Volksverhetzung gesprochen.“

Einen ähnlichen Gedankengang mit umgekehrter Schlussfolgerung äußerte Cem Özdemir, Europaabgeordneter der Grünen:

„Wer diesen Film gut findet, sollte zu den veröffentlichten Mohammed-Karikaturen besser schweigen.“

Claudia Roth sichtete den Film, um die Vorwürfe von Edmund Stoiber zu prüfen und kam zu dem Urteil:

„Ich fand den Film richtig schlecht, aber Volksverhetzung ist das nicht.“

Bülent Arslan, der Vorsitzende des Deutsch-Türkischen Forums der CDU, nahm den Film vor Verbotsaufrufen in Schutz und verwies darauf, dass amerikanische Filmproduktionen mit ähnlichen Feindbildern arbeiten.
In der jungen Welt wurde der Film kontrovers diskutiert. Während Nick Brauns den Film als holzschnittartige Frontstellung im Kulturkampf kritisierte, sah Jürgen Elsässer die allgemein geäußerten Kritikpunkte nicht bestätigt. Für ihn ist der Film „ganz nach der Rezeptur von Hollywood – nur eben politisch andersrum“ und er sieht ihn daher als „Mittel gegen den Kampf der Kulturen“. Werner Pirker führte ebenfalls in der jungen Welt die Vorwürfe ironisierend auf den „offenbar hohen Realitätsgehalt“ des Filmes zurück.
Die Türkische Gemeinde zu Berlin wandte sich gegen die Verbotsforderungen mit den Worten:

„Er [der Film] ist genau die Kultur, die uns der Westen seit 50 Jahren predigt.“

Der Schriftsteller Feridun Zaimoglu bezeichnete die Aufregung als „Heuchelei“. Für ihn sei "das schlicht einer der üblichen „Ich-hau-ihm-die-Rübe-weg-Filme“, ein „typischer Rambo-Film“."
„Seit Jahrzehnten bemüht Hollywood das Freund-Feind-Schema, die Feinde sind die Vietkong, dann die bösen, bösen Bolschewisten. Da hat keiner gefragt: Was sucht denn der Amerikaner in Vietnam oder in anderen Ländern? Diese Rambo-Filme konnte man goutieren.“
Die Cinemaxx-Kinos nahm den Film ab 21. Februar 2006 aus ihrem Programm. Der Pressesprecher betonte jedoch, dass dies nicht als Reaktion auf politische Forderungen zu verstehen sei.
Der Film erreichte die Top 5 der deutschen Kinocharts.

### Reaktionen in deutschsprachigen Ländern
In anderen Ländern, auch in der Schweiz, lief der Film in den Kinos, ohne dass nennenswerte Kritik vonseiten der Politik oder der Gesellschaft zu verzeichnen gewesen wäre. Das Schweizer Filmportal cinema.ch wertete die Debatte als „fast ein bisschen Karikaturenstreit mit umgekehrten Vorzeichen“.

### Altersfreigabe
Der Film startete zunächst am 9. Februar 2006 ohne FSK-Kennzeichnung in den deutschen Kinos, da zu diesem Zeitpunkt das Prüfverfahren noch nicht abgeschlossen war. Nach Einspruch des türkischen Filmverleihs wurde die Freigabe auf FSK 16 festgelegt. Am 19. Februar 2006 forderte der nordrhein-westfälische Minister für Generationen, Familie, Frauen und Integration Armin Laschet (CDU), dass der Film erst ab 18 freigegeben werden solle. Laut FAZ nannte er den Film „sozial desorientierend“.
Am 10. März 2006 wurde im Appellationsausschuss, der höchsten Instanz der Freiwilligen Selbstkontrolle der Filmwirtschaft, erneut über die Altersfreigabe des Filmes beraten. Der Ausschuss kam zu dem Ergebnis, den Film mit dem Kennzeichen Keine Jugendfreigabe zu versehen.
In der Schweiz ist der Film ab 16 Jahren freigegeben.

### Filmkritiken
„Regisseur Serdar Akar legt hier einen aufwändig inszenierten und technisch perfekten Actionfilm vor, für den er mit Billy Zane und Gary Busey zwei altgediente Hollywood-Schauspieler verpflichten konnte. Akar orientierte sich hier an der tatsächlich stattgefundenen so genannten ‚Sackaffäre‘, die 2003 für ernste Verstimmungen unter den Verbündeten führte. Der Regisseur zeigt aber auch die Verwüstungen in einem vom Krieg gezeichneten Land und musste sich deshalb schon den Vorwurf gefallen lassen, er zeichne ein zu einseitiges, ein zu negatives Bild der Amerikaner. So ist Gary Busey etwa ein Amerikaner jüdischer Abstammung, der die trostlose Lage im Irak dazu ausnutzt, der gepeinigten mohammedanischen Bevölkerung gegen reichlich Kohle ihre Organe abzuschwatzen, um sie dann mit fantastischem Gewinn in die USA zu verkaufen. Fiction eben, die zwar etwas mit Wirklichkeit zu tun haben kann, aber nicht muss!“

„Der gewalttätige Actionfilm nutzt die Figuren einer erfolgreichen türkischen Fernsehserie, um mit den gängigen Stereotypen und Feindbildern des Genres ein martialisches Rachedrama mit anti-amerikanischen Spitzen zu inszenieren. Die politischen Bezüge des hoch budgetierten Spektakels bleiben vage und dienen primär als Aufhänger für ein sentimentales Melodram.“

## Erfolg
Sowohl in der Türkei als auch in Deutschland war der Film sehr erfolgreich. Am ersten Wochenende sollen in der Türkei den Film 1,1 Millionen Menschen gesehen haben. In Deutschland haben den Film über 260.000 Menschen gesehen. In Österreich wurden für den Film am ersten Wochenende 26.000 Besucher gemeldet.

## DVD
Am 26. Januar 2007 erschien der Film unter dem Titel Tal der Wölfe in einer Doppel-DVD-Edition bei Koch Media in den Synchronsprachen Deutsch, Englisch und Kurdisch.